# Стела Софита из Кандагара

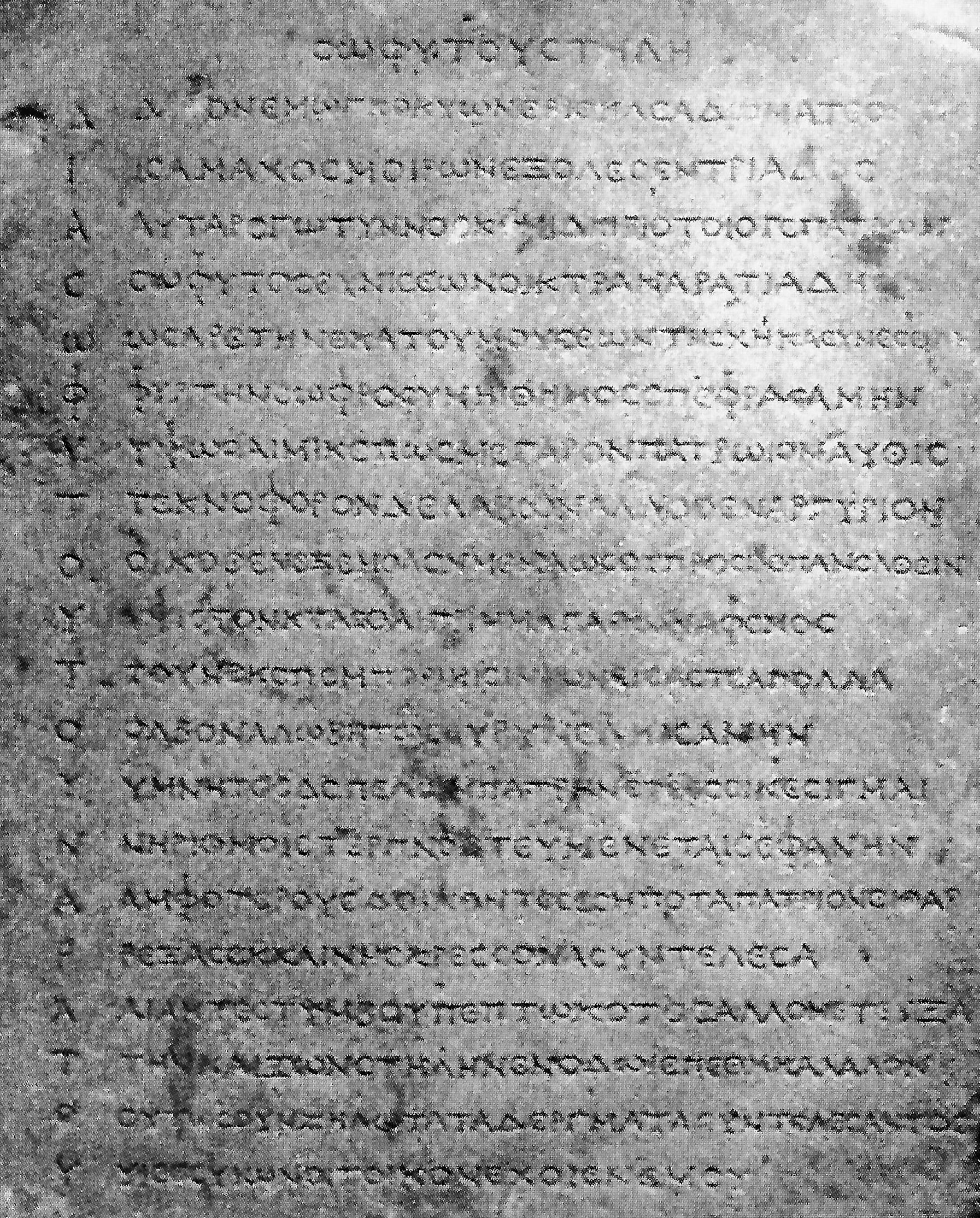

Стела Со́фита из Кандагара — могильная стела с текстом на древнегреческом языке из афганского Кандагара.

## Описание
Стела была приобретена в 2004 году у торговцев древностями, ныне находится в частной коллекции. Она датируется концом II века до н. э. и представляет из себя квадратную плиту 62 × 62 см. Предположительно, она предназначалась для вставки в стену мавзолея.
Стела содержит текст от имени Софита, сына Нарата. Оба имени не греческие, но, возможно, индийские: Субхути и Нарадатта или Саубхути и Нарада. Имя «Со́фит» (Σώφυτος) иначе зафиксировано на монетах, датированных около 300 года до н. э. — самых ранних подписанных монетах из этого региона. Часто Софит, упомянутый на монетах, отождествляется с Сопи́фом (Σωπείθης у Диодора, Sophites у Курция), пенджабским правителем, перешедшим на сторону Александра Македонского во время его Индийского похода. Связаны ли Сопиф-царь, Софит-автор монет и является ли Софит-автор надписи потомком кого-то из них — вопрос дискуссионный.
В надписи Софит повествует о том, что его некогда процветающий род был разрушен судьбой, и он лишился родителей. Несмотря на это, он получил греческое образование и обрёл решимость восстановить величие своей семьи. Он взял деньги в рост, покинул дом и стал торговцем. Спустя много лет он вернулся на родину, восстановил дом и могилы своих предков, и в честь этого установил эту стелу. Софит демонстрирует необычайно высокий уровень греческой образованности, несмотря на своё индийское происхождение. Рейчел Мейрс сравнивает надпись Софита с храмовой поэмой Пакция Максима, нубийского римского офицера I века н. э. — оба они, живя на задворках греко-романского мира, используют витиеватый литературный стиль чтобы обозначить свой статус и продемонстрировать свою образованность.
Предполагают, что описанный в стеле упадок дома Софита связан с завоеванием Арахозии греко-бактрийским царством в районе 190 года до н. э., что пошатнуло статус индийских родов, процветавших при Маурьях. В то же время датировка стелы оспаривается — Гульермо Кавалло, указывая на стиль написания некоторых букв, называет период на рубеже нашей эры, когда Арахозия принадлежала индо-парфянскому царству.

## Текст
| Оригинал | С диакритикой |
| --- | --- |
| CΩΦΥΤΟΥCΤΗΛΗ Δ ΔΗΡΟΝΕΜΩΓΚΟΚΥΩΝΕΡΙΘΗΛΕΑΔΩΜΑΤΕΟΝΤΑ Ι ΙCΑΜΑΧΟCΜΟΙΡΩΝΕΞΟΛΕCΕΝΤΡΙΑΔΟC Α ΑΥΤΑΡΕΓΩΤΥΝΝΟCΚΟΜΙΔΗΙΒΙΟΤΟΙΟΤΕΠΑΤΡΩΝ C CΩΦΥΤΟCΕΥΝΙCΕΩΝΟΙΚΤΡΑΝΑΡΑΤΙΑΔΗC Ω ΩCΑΡΕΤΗΝHΕΚΑΤΟΥΜΟΥCΕΩΝΤΗCΧΗΚΑCΥΝΕCΘΛΗΙ Φ ΦΥΡΤΗΝCΩΦΡΟCΥΝΗΙΘΗΜΟCΕΠΕΦΡΑCΑΜΗΝ Υ ΥΨΩCΑΙΜΙΚΕΠΩCΜΕΓΑΡΟΝΠΑΤΡΩΙΟΝΑΥΘΙC Τ ΤΕΚΝΟΦΟΡΟΝΔΕΛΑΒΩΝΑΛΛΟΘΕΝΑΡΓΥΡΙΟΝ Ο ΟΙΚΟΘΕΝΕΞΕΜΟΛΟΝΜΕΜΑΩCΟΥΠΡΟCΘΕΠΑΝΕΛΘΕΙΝ Υ ΥΨΙCΤΟΝΚΤΑCΘΑΙΠΡΙΜΜΑΓΑΘΩΝΑΦΕΝΟC Τ ΤΟΥΝΕΚΕΠΕΜΠΟΡΙΗΙCΙΝΙΩΝΕΙCΑCΤΕΑΠΟΛΛΑ Ο ΟΛΒΟΝΑΛΩΒΗΤΩCΕΥΡῪΝΕΛΗΙCΑΜΗΝ Υ ΥΜΝΗΤΟCΔΕΠΕΛΩΝΠΑΤΡΗΝΕΤΕΕCCΙΝΕCΙΓΜΑΙ Ν ΝΗΡΙΘΜΟΙCΤΕΡΠΝΟCΤΕΥΜΕΝΕΤΑΙCΕΦΑΝΗΝ Α ΑΜΦΟΤΕΡΟΥCΔΟΙΚΟΝΤΕCΕCΗΠΟΤΑΠΑΤΡΙΟΝΕΙΘΑΡ Ρ ΡΕΞΑCΕΚΚΑΙΝΗCΚΡΕCCΟΝΑCΥΝΤΕΛΕCΑ Α ΑΙΑΝΤΕCΤΥΜΒΟΥΠΕΠΤΩΚΟΤΟCΑΛΛΟΝΕΤΕΥΞΑ Τ ΤΗΝΚΑΙΖΩΝCΤΗΛΗΝΕΝΟΔΩΙΕΠΕΘΗΚΑΛΑΛΟΝ O OΥΤΩCΟΥΝΖΗΛΩΤΑΤΑΔΕΡΓΜΑΤΑCΥΝΤΕΛΕCΑΝΤΟC Υ ΥΙΕΕCΥΙΩΝΟΙΤΟΙΚΟΝΕΧΟΙΕΝΕΜΟΥ | Σωφύτου στήλη Δηρὸν ἐμῶγ κοκυῶν ἐριθηλέα δώματ᾽ ἐόντα ἲς ἄμαχος Μοιρῶν ἐξόλεσεν τριάδος· αὐτὰρ ἐγὼ, τυννὸς κομιδῆι βιότοιό τε πατρῶν Σώφυτος εὖνις ἐὼν οἰκτρὰ Ναρατιάδης, ὡς ἀρετὴν Ἑκάτου Μουσέων τ᾽ ἤσχηκα σὺν ἐσθλῆι φυρτὴν σωφροσύνηι, θῆµος ἐπεφρασάμην ὑψώσαιμί κε πῶς μέγαρον πατρώϊον αὔθις· τεκνοφόρον δὲ λαβὼν ἄλλοθεν ἀργύριον, οἴκοθεν ἐξέμολον μεμαὼς οὐ πρόσθ᾽ ἐπανελθεῖν ὕψιστον κτᾶσθαι πρὶμ μ᾽ άγαθῶν ἄφενος· τοὔνεκ᾽ ἐπ᾽ ἐμπορίηισιν ἰῶν εἰς ἄστεα πολλὰ ὄλβον ἀλωβήτος εὐρὺν ἐληισάμην ὑμνητὸς δὲ πέλων πάτρην ἐτέεσσιν ἐσῖγμαι νηρίθμοις τερπνός τ᾽ εὐμενέταις ἐφάνην· ἀμφοτέρους δ᾽ οἶκόν τε σεσηπότα πάτριον εἶθαρ ῥέξας ἐκ καινῆς κρέσσονα συντέλεσα αἶάν τ᾽ ἔς τύμβου πεπτωκότος ἄλλον ἔτευξα, τὴν καὶ ζῶν στήλην ἐν ὁδῶι ἐπέθηκα λάλον. οὕτως οὖν ζηλωτὰ τάδ᾽ ἔργματα συντελέσαντος υἱέες υἱωνοί τ᾽ οἶκον ἔχοιεν ἐμοὖ. |

Перевод:

1Долгое время дом моих предков был процветающим, 2но сила несокрушимая трёх Мойр его разрушила. 3Я же, с детства, помощь людей и родителей 4едва ли имевший, жалкий, Со́фит из сынов Наратовых, 5превосходством Геката и муз овладевал, с добрым 6совместив рассудком. Затем я задумался, 7как бы мне вновь воздвигнуть палаты отцовские? 8Из разных мест собрав серебреники плодоносящие, 9покинул я дом, намерившись не возвращаться, 10пока не получу в прибыль наилучшего из богатств. 11За этим я побывал, торгуя, во множестве городов, 12не запятнав себя заполучил несметное состояние. 13Прославленный, я вернулся в отечество спустя годы 14несчётные, радостью став для доброжелателей. 15И как захудалый отчий дом я тотчас же 16возвёл вновь, превосходнее сделав свершения, 17так и вместо могилы, с землёй сравнявшейся, я возвёл другую. 18И при жизни стелу я поставил на пути, многословную. 19Итак, ибо достойны зависти деяния, что я совершил, 20пусть мои дети и внуки сохранят мой дом.
Продублированные первые буквы каждой строки образуют акростих ΔΙΑ ΣΩΦΥΤΟΥ ΤΟΥ ΝΑΡΑΤΟΥ «От Софита, сына Нарата». Буквы Σ, Ε, Ω в оригинале надписи имеют округлую «лунарную» форму. Слово θήμος вероятно следует читать как τῆμος «затем», слово ἤσχηκα — как ἤσκηκα «овладевал, упражнялся, осваивал».
Текст представляет собой элегический дистих, типичный для надгробных посвящений. Лексика демонстрирует высокий уровень знания греческой словесности: используется название рода Ναρατιάδης «Наратиады» в стиле Гомера, встречается лексика, характерная для Каллимаха (как редкие слова τυννός, κοκύαι), а также присутствуют отсылки на Илиаду и Одиссею (ἐριθηλής, Ἕκατος, ἄστεα). Слово τεκνοφόρος «плодоносящий» трактуют как «приносящий процент», оно более нигде не встречается в таком контексте, буквально значит «приносящий детей», прозводное от τέκνον («ребёнок»), вероятно под влиянием τόκος («дитя, плод», но также «процент (с капитала)»).